# Moschea di Şakir
La moschea di Şakir (in turco Şakirin Camii) è una moschea moderna situata a Istanbul, in Turchia, nel quartiere di Scutari, nei pressi del cimitero di Karacaahmet. È la prima moschea turca progettata da una donna.